# René Varas
René Varas Asenjo (La Unión, 19 de mayo de 1936) es un jinete chileno que compitió en la modalidad de salto ecuestre. Ganó una medalla de bronce en los Juegos Panamericanos de 1971, en la prueba por equipos.

## Palmarés internacional
| Juegos Panamericanos | Juegos Panamericanos | Juegos Panamericanos | Juegos Panamericanos |
| Año                  | Lugar                | Medalla              | Categoría            |
| -------------------- | -------------------- | -------------------- | -------------------- |
| 1971                 | Cali (Colombia)      | Medalla de bronce    | Por equipos          |